# اسلام‌آباد (نهبندان)
اسلام‌آباد یا شاه‌دران روستایی در دهستان عربخانه بخش شوسف شهرستان نهبندان استان خراسان جنوبی ایران است.

## جمعیت
بر پایه سرشماری عمومی نفوس و مسکن در سال ۱۳۹۵ جمعیت این مکان ۴۶ نفر (۱۶ خانوار) بوده‌است.